# Mohéli
Mohéli (komorisch Mwali) ist die kleinste der drei Hauptinseln der Komoren.

## Geographie
Mohéli liegt rund 50 km südlich von Grande Comore. Die Insel ist 290 km² groß.
Sie ist wie die anderen Komoren vulkanischen Ursprungs. In west-östlicher Richtung durchzieht ein vulkanischer Bergrücken die Insel; die höchste Erhebung ist mit 790 m der Mzé Koukoulé. Der küstennahe Kratersee Dziani Boundouni im Südosten der Insel führt Brackwasser.
Der fruchtbare vulkanische Boden und zahlreiche Süßwasserquellen bringen eine üppige Vegetation hervor. Vor allem in höheren Lagen dominiert noch tropischer Regenwald, die Ebenen werden landwirtschaftlich genutzt. Hauptanbaupflanzen sind Kaffee, Kakao, Kokospalmen sowie der Ylang-Ylang-Baum, aus dem ätherische Öle gewonnen werden.
Im Süden der Insel bilden drei vorgelagerte Inseln einen natürlichen Schutzhafen; die kleine Insel Shisiwa Unefu stellte in der Vergangenheit eine Leprakolonie dar.

## Bevölkerung
Die rund 40.000 Einwohner sind Nachkommen afrikanischer, arabischer und madagassischer Einwanderer und sprechen shimwali, einen Dialekt des Komorischen. Weiterhin werden Arabisch und Französisch als Amtssprachen gebraucht.
An der Nordküste liegt, von einem vorgelagerten Korallenriff geschützt, Fomboni, der Hauptort der Insel.

## Geschichte
Bis zur Mitte des 19. Jahrhunderts gehörte Mohéli zum Sultanat Anjouan, entwickelte sich aber allmählich zu einer selbständigen politischen Einheit. Das neu entstandene Sultanat wurde 1832–1885 von der madagassischstämmigen Ramanetaka-Dynastie regiert. Die Sultanin Djumbe Fatima, genannt Raketaka, rief 1842 Frankreich zum Schutz gegen das expandierende Sansibar zu Hilfe. In den darauffolgenden Jahrzehnten geriet Mohéli zunehmend unter französischen Einfluss. 1861 und 1871 intervenierte Frankreich militärisch in internen Konflikten der Insel.
1886 wurde Mohéli offiziell zu einem französischen Protektorat, das dem Gouverneur von Mayotte unterstellt war. Das Sultanat blieb jedoch formal bis 1912 bestehen; nach der Ermordung des Sultans regierte ab 1885 die arabischstämmige Shekhe-Mukhtar-Dynastie. Ab 1897 war der Thron vakant, 1912 wurden alle Komoreninseln zu einer französischen Kolonie zusammengefasst.
1975 wurde Mohéli Teil der nunmehr unabhängigen Komoren. Am 11. August 1997 erklärte die Insel, wie auch Anjouan, ihre Unabhängigkeit, die jedoch von keinem anderen Staat anerkannt wurde. Seit einem Referendum im Dezember 2001 stellt Mohéli einen der drei Teilstaaten der neu gegründeten Union der Komoren dar.

## Sehenswürdigkeiten
- Parc marin de Mohéli

Flagge der Insel
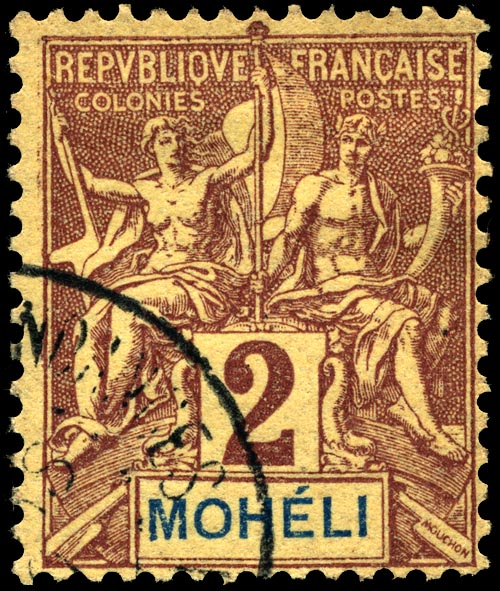
Briefmarke aus der Zeit des französischen Protektorats.